# 堇色早熟禾
堇色早熟禾（学名：Poa ianthina）为禾本科早熟禾属下的一个种。